# Devotional
Devotional — A Performance Filmed by Anton Corbijn — відео альбом британської групи Depeche Mode, що містить майже повний концерт з їхнього туру на підтримку альбому Songs of Faith and Devotion — Devotional Tour, що проходив у 1993—1994 роках. Зйомки проводилися на концертах у Барселоні, Іспанія (Palau Sant Jordi), Льєвені, Франція (Stade Couvert Régional) і Франкфурті-на-Майні, Німеччина (Festhalle Frankfurt). Режисером виступив  Антон Корбейн. Реліз відбувся у 1995 році. У 1995 році номінувався на премію «Греммі» за найкращий музичний фільм. Саундтрек був записаний в Льевене на Stade Couvert Régional 29 липня 1993. Цей тур особливо примітний деякими особистими проблемами, які відвідали учасників групи, перш за все почалася героїнова залежність Дейва Гаана. Це був останній реліз перед тим, як Алан Уайлдер покинув групу у 1995 році.
У 2004 році відбулося перевидання відео альбому на DVD. Фільм той же самий, доповнення — пісні, які були відсутні в оригінальній версії, відео ряди для сценічних екранів, інтерв'ю Антона Корбейн, фотографії з буклету туру і музичні відео пісень з альбому Songs of Faith and Devotion.

## Трек-лист
1. «Higher Love»
2. «World in My Eyes»
3. «Walking in My Shoes»
4. «Behind the Wheel»
5. «Stripped»
6. «Condemnation»
7. «Judas»
8. «Mercy in You»
9. «I Feel You»
10. «Never Let Me Down Again»
11. «Rush»
12. «In Your Room»
13. «Personal Jesus»
14. «Enjoy the Silence»
15. «Fly on the Windscreen»
16. «Everything Counts»
17. «Death's Door»

## Чарти
| Чарт (2004)                         | Найвища позиція |
| ----------------------------------- | --------------- |
| Austrian Music DVDs Chart           | 7               |
| Belgian (Flanders) Music DVDs Chart | 2               |
| Belgian (Wallonia) Music DVDs Chart | 1               |
| German Albums Chart                 | 25              |
| Norwegian Music DVDs Chart          | 2               |
| Spanish Music DVDs Chart            | 1               |
| Swedish Music DVDs Chart            | 1               |
| US Music Videos Chart               | 27              |

## Сертифікації
| Регіон                                       | Сертифікація | Продажі |
| -------------------------------------------- | ------------ | ------- |
| Польща (ZPAV)                                | Золотий      | 5000*   |
| *продажі, що базуються лише на сертифікаціях |              |         |